# Мавзолей Барклая де Толли
Мавзолей Барклая де Толли — усыпальница русского полководца Барклая де Толли в деревне Йыгевесте, волость Тырва, Эстония. Мавзолей входит в список из 21 уникального объекта Южной Эстонии, каждый из которых обозначен желтым знаком National Geographic и также внесён в Государственный регистр памятников культуры Эстонии как памятник архитектуры.
Генерал-фельдмаршал, прах которого покоится неподалеку от Валга, является одной из наиболее известных исторических фигур, связанных с Эстонией, и одним из крупнейших российских военачальников. Выходец из остзейского дворянского семейства с шотландскими корнями, этот русский полководец сыграл значительную роль в войне с Наполеоном в 1812—1814 годах.
Судьба Барклая де Толли была связана с мызой Бекхоф (нем. Beckhof, Йыгевесте, эст. Jõgeveste mõis) с 1791 года, когда полководец женился на Хелене Августе Элеаноре фон Смиттен и стал владельцем мызы. Однако на мызе полководец бывал редко, но известно, что он любил гулять по берегу реки Вяйке-Эмайыги. Постройки мызы Бекгоф были разрушенны в годы Второй мировой войны. 

## История

### Смерть полководца
В начале 1818 года Барклай де Толли испросил у властей разрешения отправиться в Германию для лечения на минеральных водах, но, не доехав до намеченного места, скончался 14 (26) мая в возрасте 56 лет в усадьбе Штилитцен (нем. Stilitzen, Жиляйтшен, ныне посёлок Нагорное, Черняховский район, Калининградская область, Россия) в 6 верстах от города Инстербург (ныне Черняховск).
Прусский король Фридрих Вильгельм III выслал в Штилитцен почётный караул, который сопровождал траурный кортеж до российской границы, где гроб с телом полководца встретил почётный караул во главе с генералом И. И. Дибичем. 30 мая (11 июня) тело было доставлено в Ригу, где состоялась торжественная траурная церемония. Во дворе собора Св. Иакова (по другим сведениям, собора Петра и Павла) состоялось отпевание и отдание воинских почестей в присутствии священнослужителей всех конфессий и гражданской администрации города во главе с генерал-губернатором маркизом Ф. О. Паулуччи, а также военного гарнизона.
Сердце великого полководца захоронено в Калининградской области, где ему установлен памятник; тело было забальзамировано.

### Строительство мавзолея
Спустя пять лет после смерти полководца, в 1823 году, вдова Барклая де Толли построила в Бекхофе по проекту петербургского архитектора Аполлона Феодосиевича Щедрина мавзолей в строгом классическом стиле, который сохранился до наших дней. Фасад мавзолея символизирует триумфальную арку. На фронтоне портика помещен герб Барклая де Толли и его девиз: «Верность и терпение». Над фронтоном расположено полукруглое окно с цветными стеклами, символизирующее солнце, постоянно освещающее могилу генера-фельдмаршала. Автор надгробного монумента внутри мавзолея — скульптор Василий Иванович Демут-Малиновский, он же автор памятника Барклаю де Толли в Тарту.
Надгробный монумент выполнен из гранита, мрамора, порфира и бронзы. На фоне трёхметрового гранитного обелиска, на пьедестале из белого мрамора, стоит бронзовый бюст полководца в натуральную величину, рядом с ним — фигура богини войны Афины Паллады, венчающей героя лавровым венком. С левой стороны бюста — фигура Скорбящей России, оплакивающей потерю великого человека. У подножия бюста — бронзовая подушка с античным мечом, боевыми орденами, античным шлемом, княжеской короной и фельдмаршальским жезлом. На цоколе монумента — бронзовый рельеф, изображающий вступление русских войск в предместье Парижа — Монмартр. Венчает обелиск в верхней части изображение семи звезд, расположенных по кругу, символизирующих семь великих побед полководца. На стенах мавзолея — мемориальные доски с биографией военачальника, перечислением походов и сражений, в которых участвовал Барклай де Толли.

## Последующие события
Рядом с мавзолеем похоронен сын полководца Эрнст Магнус Барклай де Толли (1789—1871) с супругой Леокадией (1807—1852). Первоначально предполагалось, что мавзолей предназначен для всех членов семьи полководца, однако Магнус отказался быть похороненным в мавзолее, полагая себя недостойным лежать подле своего знаменитого отца. Детей у Магнуса не было, и княжеский титул Барклая был оставлен в наследство сыну приёмной дочери Кристли.
Во время боёв в ходе Второй мировой войны немцы, как и красноармейцы старались сохранить мавзолей полководца, поскольку обе враждующие стороны считали его своим. Однако повреждение бархатной обивки гроба с телом супруги полководца говорило о том, что в военное время мавзолей был вскрыт. По окончании войны были проведены  восстановительные работы. Последний раз гробы супругов исследователи вскрывали в 1960-х годах. На тот момент их тела находились в хорошем состоянии, и их лица были узнаваемы. В настоящее время гробы полностью закрыты. Мавзолей открыт как музей со среды по воскресенье с 10.00 до 17.00.
В Государственный регистр памятников культуры Эстонии также внесены парк, в котором находится мавзолей, и расположенная в нём сторожка мавзолея.  
В 1973 году рядом с мавзолеем, на братской могиле советских воинов, павших в 1944 году у реки Вяйке-Эмайыги, был открыт памятник с надписью «Вечная слава героям, павшим в боях за освобождение Советской Эстонии VIII–IX 1944», на котором выбито более 300 имён.  В протоколе от 30 ноября 2022 года рабочая группа по советским памятникам при Госканцелярии Эстонии признала его «красным монументом» (т. е. подлежащим замене на нейтральный), при этом имеющим высокую художественную ценность. Волости Тырва было рекомендовано сохранить памятник и оценить возможность замены текста на его внешней стороне на нейтральный, однако муниципальные власти высказали желание памятник демонтировать и останки перезахоронить.

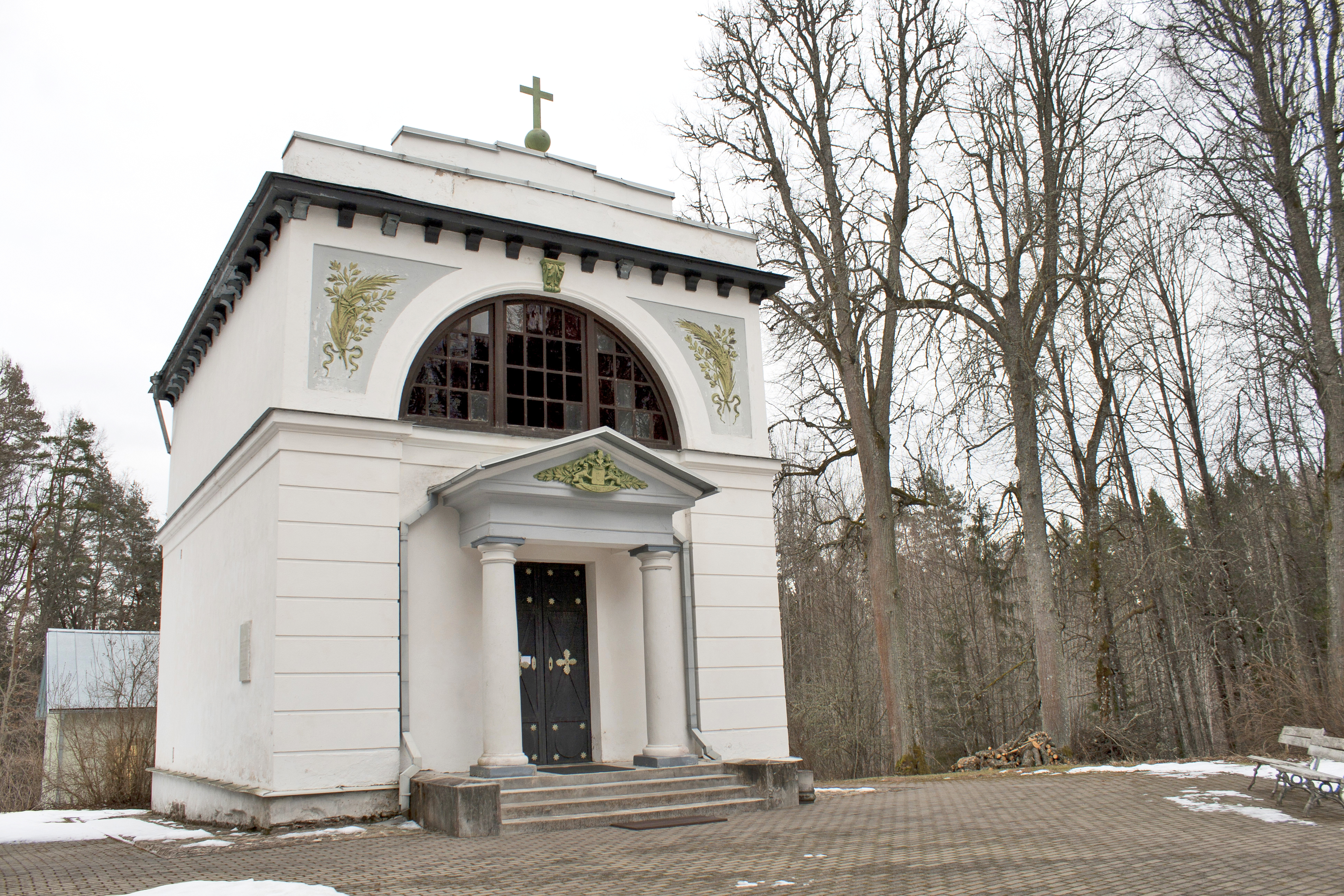
Мавзолей в 2012 году
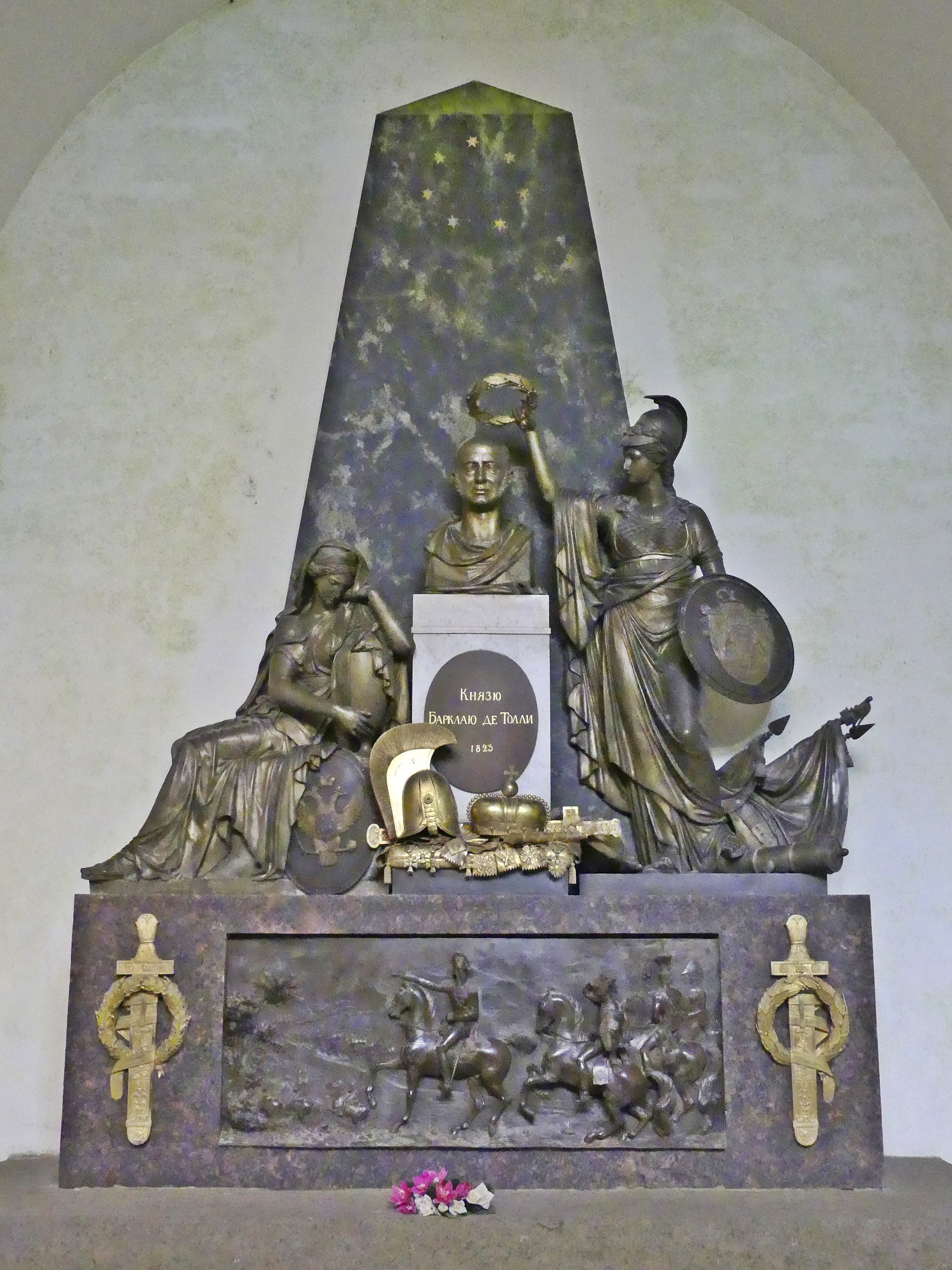
Скульптура в мавзолее
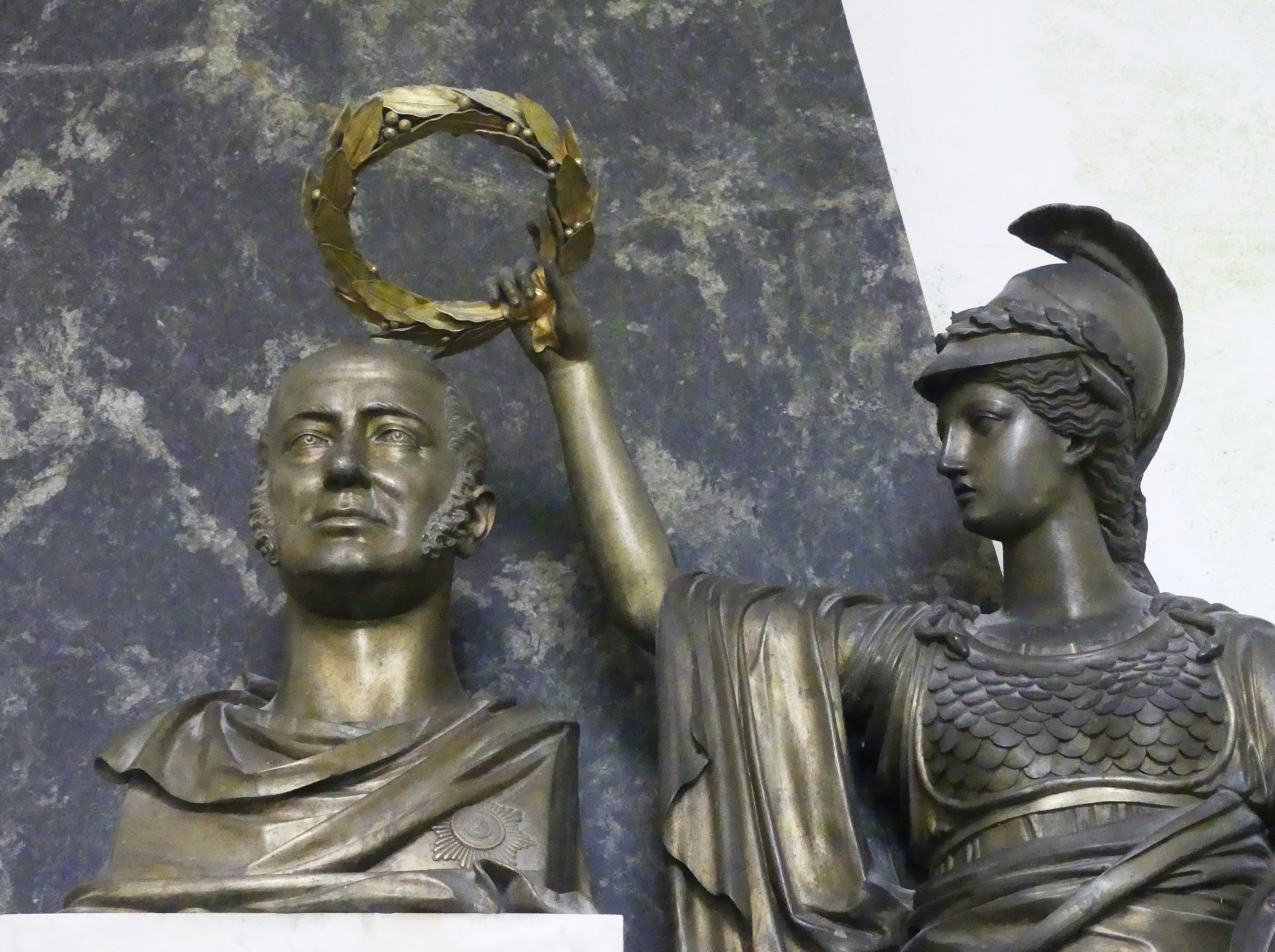
Бронзовый бюст полководца, рядом с ним фигура богини Афины
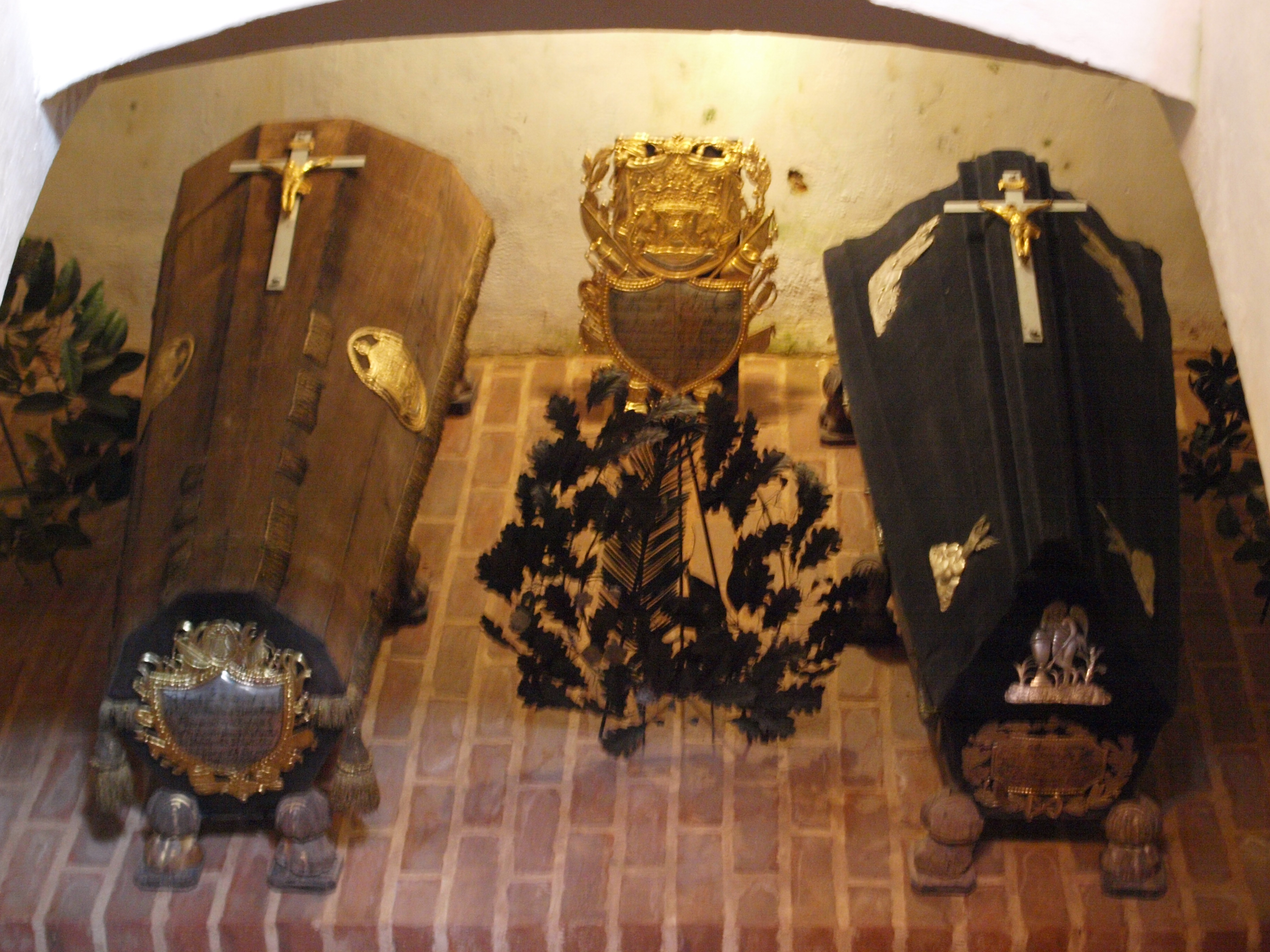
Саркофаги супругов Барклай де Толли
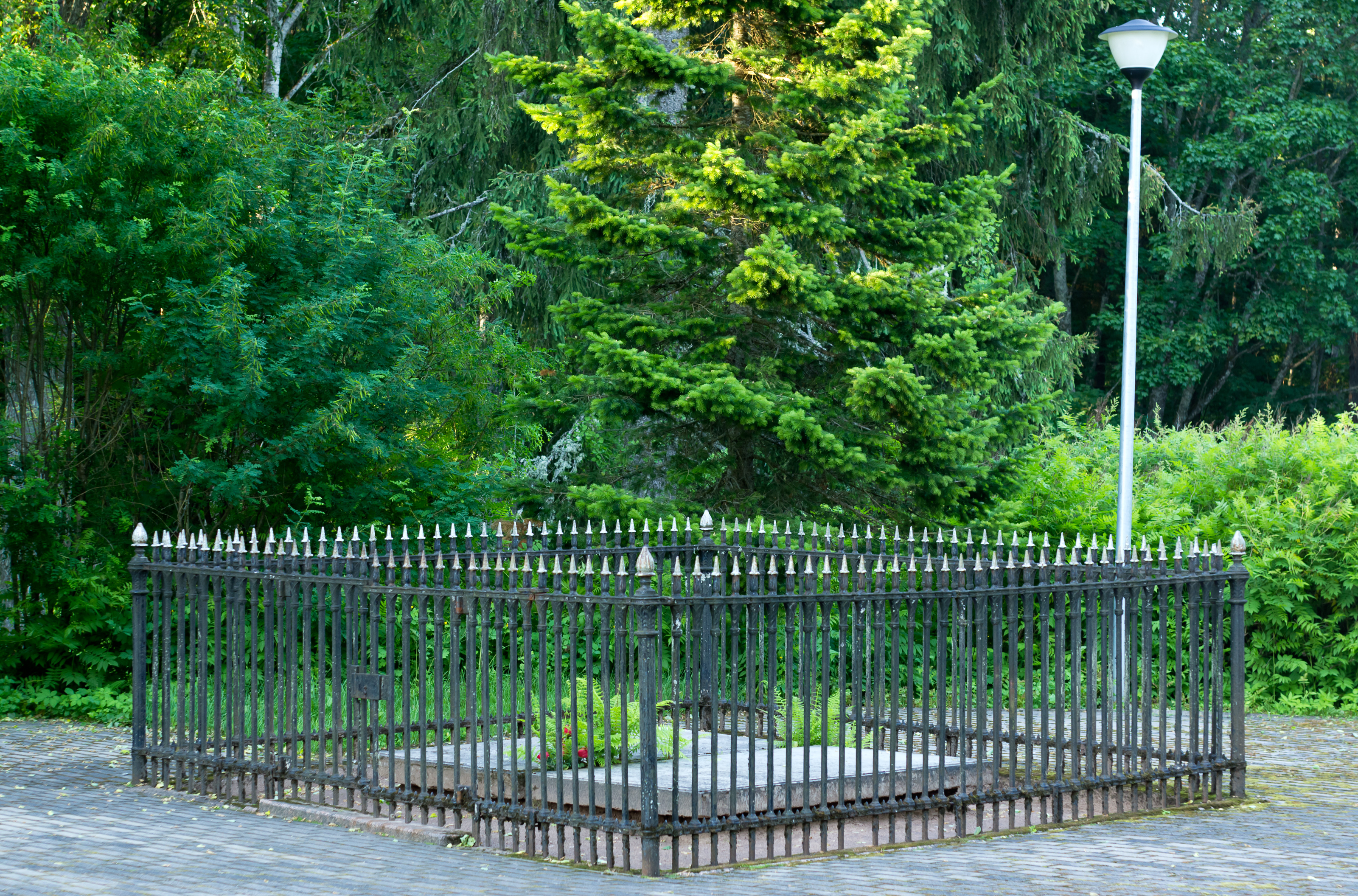
Могила сына полководца Эрнста Магнуса Барклая де Толли и его супруги Леокадии
Мемориал советским воинам, павшим во Второй мировой войне, у мавзолея Барклая де Толли

## Похоронены в усыпальнице
- 1823 — Михаил Богданович Барклай де Толли (1761—1818)
- 1827 — Елена Ивановна Барклай де Толли (урожд. фон Смиттен; 1770, Бекхоф — 1827, Дерпт)